# Rue Froment
La rue Froment est une voie du 11e arrondissement de Paris, en France.

## Situation et accès
La rue Froment est une voie publique située dans le 11e arrondissement de Paris. Elle débute au 23, rue Sedaine et se termine au 18, rue du Chemin-Vert.

## Origine du nom

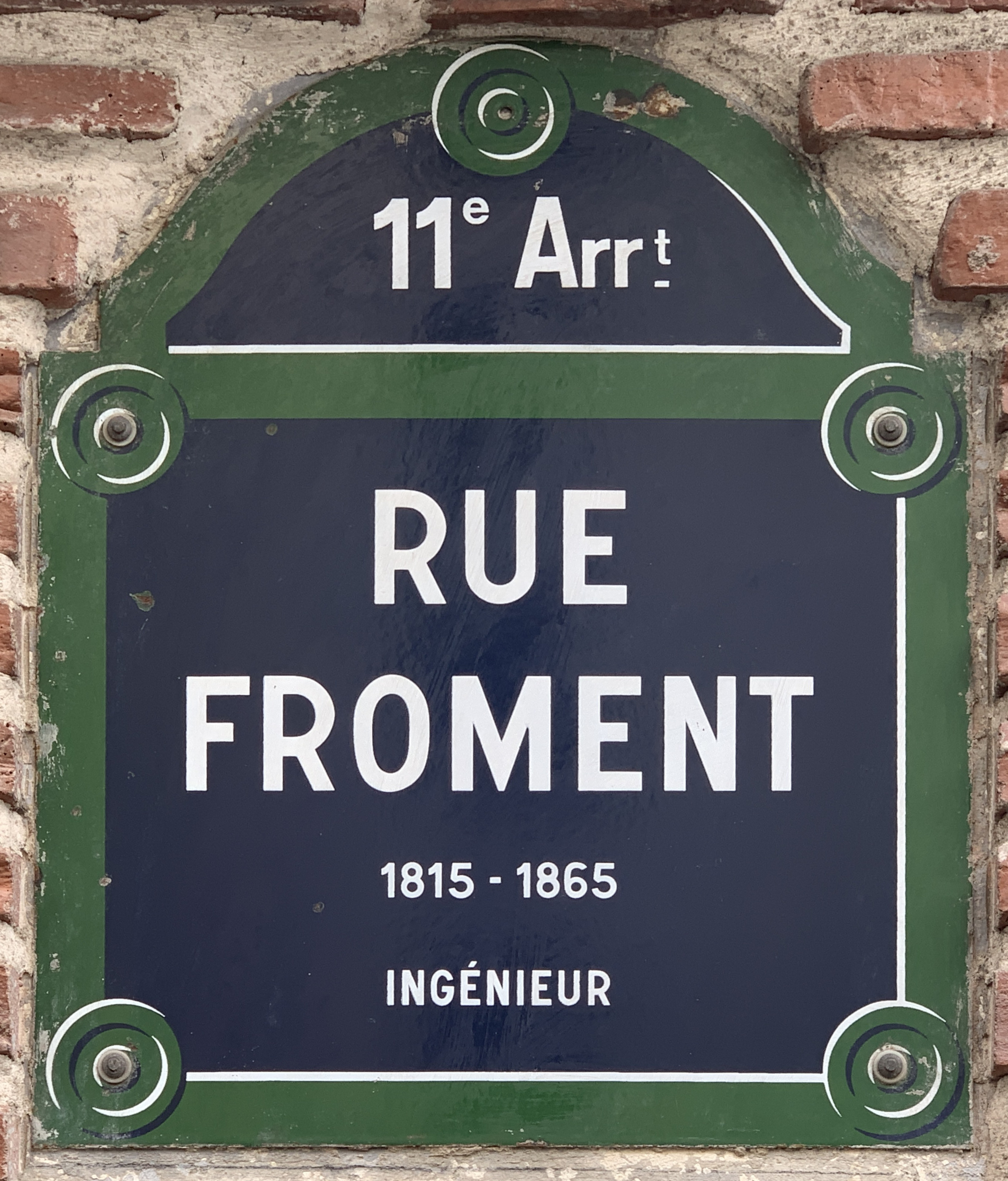
Plaque de la rue.

Elle porte le nom de l'inventeur et mécanicien Paul-Gustave Froment (1815-1865), inventeur du mécanisme employé dans la construction des horloges électriques.

## Historique
La rue a été ouverte par tronçons successifs :
- décidée par décret du 19 septembre 1866, la rue est finalement ouverte en 1889 entre les rues Sedaine et Bréguet ;

Décret du 10 août 1868
« Napoléon, etc., 

sur le rapport de notre ministre secrétaire d’État au département de l'Intérieur,
vu l'ordonnance du 10 juillet 1816 ;
vu les propositions de M. le préfet de la Seine ;
avons décrété et décrétons ce qui suit :
Article 7. — Les trois voies en cours d'exécution, ouvertes aux abords des écoles du 11e arrondissement, seront dénommées ainsi qu'il suit :
la première, située entre le boulevard Richard-Lenoir et la troisième, recevra le nom de rue Boule ;
la deuxième, située entre la rue Saint-Sabin et la troisième, celui de rue Bréguet ;
La troisième, située entre les rues Sedaine et du Chemin-Vert, celui de rue Froment ;
etc.
Article 17. — Notre ministre secrétaire d'État au département de l'Intérieur est chargé de l'exécution du présent décret.
Fait au palais de Fontainebleau, le 10 août 1868. »
- Elle est prolongée en 1905, jusqu'à la rue du Chemin-Vert.

## Bâtiments remarquables et lieux de mémoire
- No 6 : École de publicité, presse et relations publiques.